# 新連邦条約
新連邦条約（しんれんぽうじょうやく、ロシア語: Новый союзный договор）は、ソビエト連邦（ソ連）において1991年8月20日に正式調印が予定されていた条約である。当時、崩壊の過程をたどっていたソ連を維持するため、中央集権的な国家体制を緩やかな国家連合へ再編することが主な目的で、ミハイル・ゴルバチョフ大統領が調印を推進していた。しかし、これに反対する国家非常事態委員会が起こした8月クーデターの影響で条約調印は事実上破棄され、また、独立国家共同体（CIS）が設立されたことでソ連は1つの国家としての形態を維持できなくなり、同年12月25日に崩壊した。

## 概要
新連邦条約は1922年の第1回ソビエト連邦ソビエト大会で締結されたソビエト連邦結成条約（連邦条約）に代わるものとして、ミハイル・ゴルバチョフ大統領が1990年11月23日に提案し、1991年7月の段階で条約調印の最終合意が成されていた。調印の暁にはヌルスルタン・ナザルバエフが新連邦の首相に任命されることも予定されていた。
条約案の中では、国名をソビエト社会主義共和国連邦（Союз Советских Социалистических Республик）からソビエト主権共和国連邦（Союз Советских Суверенных Республик）と改称し、連邦を構成していた15の共和国の大幅な権限強化が謳われていたほか、自治共和国や自治管区にも新連邦条約に調印する権利が保障されていた。
1991年3月17日には新連邦条約を締結するための布石として、連邦制維持の賛否を問う国民投票が各共和国で行われ、投票者の76.4%が連邦制維持に賛成票を投じることとなった。ロシア連邦共和国で71%（自治共和国でも全て70%を超えた）、ウクライナ共和国で70%、白ロシア共和国で83%、カザフ共和国で94％、ウズベク共和国で90%、キルギス共和国で95%、タジク共和国で96%、トルクメン共和国で98%、アゼルバイジャン共和国で93%が連邦制維持に賛成票を投じた。
しかし、既に分離独立を宣言していたバルト三国（エストニア共和国、ラトビア共和国、リトアニア共和国）、モルダビア共和国（現在のモルドバ）、グルジア共和国、アルメニア共和国は投票をボイコットした。
8月クーデターによって、8月20日に予定されていた条約の調印は行われず、条約締結のため交渉がやり直されることになった。連邦側はソビエト自由共和国連邦（Союз Советских Свободных Республик）案を提案したが共和国側はこれに同意しなかった。この交渉は11月になって妥結し、7つの共和国が連邦結成条約（案）に同意し、国名を主権国家連邦（Союз Суверенных Государств）とすることが決まった。
しかし、ウクライナが国民投票で自国の独立が賛成多数で承認されたことを理由に参加せず、エリツィンはロシアの利益を求めてこの同意を破棄した。1991年12月8日には、ロシア、ウクライナ、ベラルーシの3国首脳会談にて、CISの設立を謳ったベロヴェーシ合意が成立、続く12月21日のアルマ・アタ宣言では、ソ連になお留まっていた共和国も連邦を脱退してCISに加わった。結果として構成国を失ったソ連は、同年12月25日のゴルバチョフ大統領の辞任をもって消滅した。

## 新連邦条約に基づく新連邦への加盟（移行）を予定していた共和国・自治共和国

### 連邦
- ソビエト社会主義共和国連邦

### 共和国
- ロシア・ソビエト連邦社会主義共和国
- ウクライナ・ソビエト社会主義共和国
- 白ロシア・ソビエト社会主義共和国
- アゼルバイジャン・ソビエト社会主義共和国
- カザフ・ソビエト社会主義共和国
- ウズベク・ソビエト社会主義共和国
- トルクメン・ソビエト社会主義共和国
- タジク・ソビエト社会主義共和国
- キルギス・ソビエト社会主義共和国

### 自治共和国

#### ロシア・ソビエト連邦社会主義共和国
- バシキール自治ソビエト社会主義共和国
- ブリヤート自治ソビエト社会主義共和国
- チェチェン・イングーシ自治ソビエト社会主義共和国
- チュヴァシ自治ソビエト社会主義共和国
- ダゲスタン自治ソビエト社会主義共和国
- カバルダ・バルカル自治ソビエト社会主義共和国
- カルムイク自治ソビエト社会主義共和国
- カレリア自治ソビエト社会主義共和国
- コミ自治ソビエト社会主義共和国
- マリ自治ソビエト社会主義共和国
- モルドヴィア自治ソビエト社会主義共和国
- 北オセチア自治ソビエト社会主義共和国
- タタール自治ソビエト社会主義共和国
- トゥヴァ自治ソビエト社会主義共和国
- ウドムルト自治ソビエト社会主義共和国
- ヤクート自治ソビエト社会主義共和国
- 南ロシア・コサック共和国連邦[3]

#### アゼルバイジャン・ソビエト社会主義共和国
- ナヒチェヴァン自治ソビエト社会主義共和国

#### ウズベク・ソビエト社会主義共和国
- カラカルパク自治ソビエト社会主義共和国

## 新連邦条約に基づく新連邦への加盟をボイコットした共和国
- グルジア共和国
- アルメニア共和国
- モルダビア共和国
- エストニア共和国
- ラトビア共和国
- リトアニア共和国